# Sydsardinien (provins)
Sydsardinien (it: Provincia del Sud Sardegna)  är en provins i regionen Sardinien i Italien. Carbonia är huvudort i provinsen. Provinsen hade 353 830 invånare (2017). Provinsen med 107 kommuner bildades 2016 genom en sammanslagning av provinserna Carbonia-Iglesias (alla 23 kommuner), Medio Campidano (alla 28 kommuner), Cagliari (54 av 71 kommuner), Ogliastra (1 av 23 kommuner) och Oristano (1 av 88 kommuner).

## Administrativ indelning
Provinsen Sydsardinien är indelad i 107 comuni (kommuner). Alla kommuner finns i lista över kommuner i provinsen Sydsardinien.